# 불꽃놀이 (1997년 드라마)
《불꽃놀이》는 1997년 7월 21일부터 1997년 8월 12일까지 방송되었던 MBC 월화 드라마였는데 1994년 MBC 월화 드라마 《마지막 연인》 이후 KBS에서만 활동해 온 배우 최수종의 복귀 프로그램이었다.
한편 해당 프로그램은 얼굴이 닮아 인생이 뒤바뀌게 되는 미국 동화 소설 《왕자와 거지》에서 착안했다는 지적이 있었다.

## 등장 인물
- 최수종 : 대기업 후계자 윤민호/카센터 직원 김성태 역
- 오현경 : 손재희 역
- 남성훈 : 윤 회장 역
- 양미경 : 윤민호 계모 역
- 남능미 : 윤민호 고모 역
- 길용우 : 전무이사 역
- 강태기 : 의사 역
- 엄유신 : 손재희 어머니 역
- 박영지
- 문회원
- 한규희
- 전국근
- 유혜정 : 유미숙 역
- 박상조
- 이동신 : 범인 역
- 서창숙
- 김수현
- 이영자
- 손민우
- 신소민
- 최상학 : 어린 김성태 역
- 최영재
- 백현숙
- 김현주
- 장순천
- 김정은
- 김세아
- 구혜진
- 유서진
- 강성연

## 결방 사유
- 7월 28일 : 오후 9시 55분부터 《특별 생방송 3당 대선 후보 초청 토론회》 편성으로 인해 결방
- 7월 29일 : 오후 9시 55분부터 《특별 생방송 3당 대선 후보 초청 토론회》 편성으로 인해 결방